# Кралевица
Кралевица (на хърватски: Kraljevica), известен и като Порто Ре (на италиански: Porto Re) е град в Хърватия, Приморско-горанска жупания, административен център на община.

## География
Намира се в северозападната част на страната, на брега на Адриатическо море в залива Кварнер, на 23 км югоизточно от Риека и на 22 км северозападно от гр. Цриквеница. Разположен е на полуостров между морето и тесен проток, водещ към малкия Бакарски залив.
На брега на пролива има голям морски фар. В града от Адриатическото шосе се отклонява път, който през мост недалеч от града води към известния остров Крък.
Градът има 2857 жители, а населението на цялата община (наречена Град Кралевица) наброява 4618 души според данни от 2011 г.

## История
Първото споменаване на града датира от 1525 г. Исторически Кралевица се развива като град на корабостроители, там е запазена най-старата на Адриатика корабостроителница.
В началото на 17 век градът се владее от представители на видния хърватски княжески род Зрински. По онова време е построен Старият град (наричан град на Зринските). През втората половина на 17 век преминава под властта на друг знаменит род - Франкопан, които разширяват Стария град (град на Франкопаните). Именно в Кралевица е разработен планът на неуспешния заговор на Фран Кръсто Франкопан и Петър Зрински срещу Хабсбургите.
През 1861 г. в Кралевица се ражда австрийският философ, езотерик, социален реформатор Рудолф Щайнер.
В градската корабостроителница в началото на 20 век работи Йосип Броз Тито.

## Икономика
Основата на икономиката на Кралевица съставляват пристанищната дейност и корабостроенето, както и туризмът. Има пристанище и корабостроителница. Градът и околностите са популярно туристическо място.